# بيتر هوغو
بيتر هوغو (بالإنجليزية: Pieter Hugo)‏ هو مصور جنوب أفريقي، ولد في 29 أكتوبر 1976 في كيب تاون في جنوب أفريقيا.

## وصلات خارجية
- الموقع الرسمي